# Oscar Vermeersch
Pour les articles homonymes, voir Vermeersch.
Oscar Vermeersch, né le 21 février 1867 à Ertvelde et mort le 13 juillet 1926 à Termonde fut un homme politique belge du parti catholique.
Vermeersch fut docteur en droit (université catholique de Louvain) et notaire.
Il fut élu conseiller communal (1895) et échevin (1906) de Termonde, conseiller provincial de la province de Flandre-Orientale (1893-1914), député de l'arrondissement de Termonde (1914-19) en suppléance de Victor Van Sande et sénateur de l'arrondissement de Termonde-Saint-Nicolas en suppléance de Armand Du Bois (1926-mort).

## Sources
- Bio sur ODIS